# Juan Ruiz Soriano

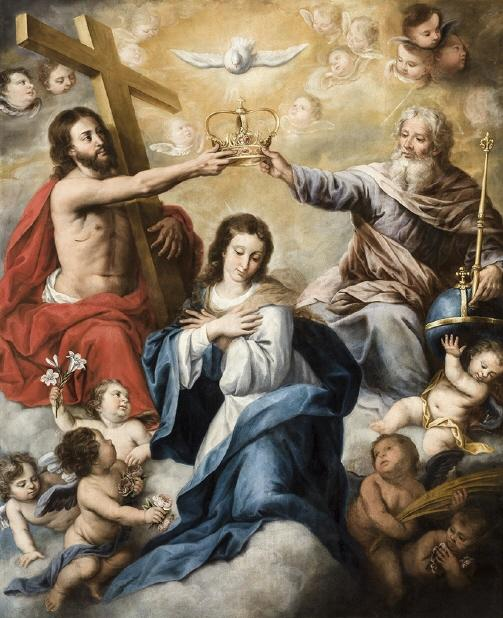
Coronación de la Virgen, óleo sobre lienzo, 194 x 158 cm, Museo de Bellas Artes de Sevilla.

Juan Ruiz Soriano (Higuera de Aracena, 1701-Sevilla, 1763) fue un pintor barroco español, seguidor en fechas avanzadas de la pintura de Bartolomé Murillo.

## Biografía
Según Ceán Bermúdez fue discípulo de su primo Alonso Miguel de Tovar, aunque al ausentarse este de Sevilla hubo de completar su formación valiéndose de estampas y sin las orientaciones de un maestro, por lo que no llegó a dominar el dibujo y en el color fue duro y seco.
En su producción, muy abundante, se encuentran obras estrechamente vinculadas a lo murillesco, como la Sagrada Familia de la catedral de Sevilla, alguna vez asignada al propio Murillo, junto a composiciones tomadas directamente de antiguas estampas flamencas, como sucede con la mayor parte de las historias de la vida de San Agustín pintadas para el convento de San Agustín de Sevilla (Casa de Ejercicios Espirituales de San Juan de Aznalfarache, en depósito del Museo de Bellas Artes), imitadas de los grabados de Schelte à Bolswert, que salieron editados en París en 1624.

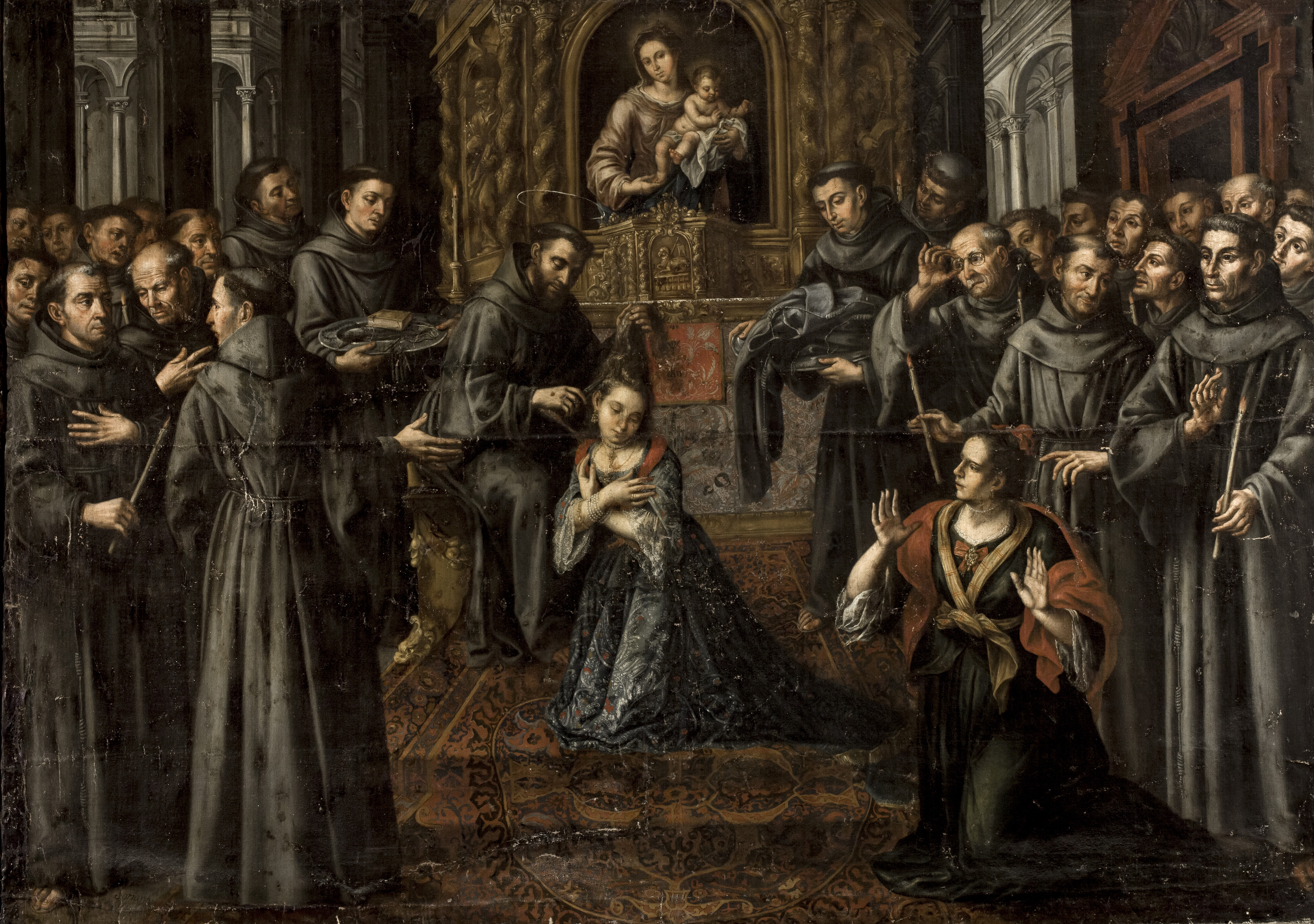
La profesión de Santa Clara de Asís, de Juan Ruiz. 1734. (Ayuntamiento de Sevilla).

A pesar de estas limitaciones gozó de cierto prestigio como pone de manifiesto la contratación de una serie de lienzos para el Salón General de Teología del Colegio de la Compañía de Jesús de Salamanca, actualmente conocido como La Clerecía. Las pinturas, que ocupan los testeros (medios puntos) y ocho recuadros en los lunetos de la sala, forman desde el punto de vista iconográfico uno de los conjuntos barrocos más interesantes de Salamanca. Lo que en ellos se representa es la contribución de la Compañía de Jesús a la Teología, comenzando con el cuadro que ocupa la cabecera, firmado Ruiz Soriano Tobar y fechado en 1746, que muestra una Sesión del V Concilio de Trento, con la intervención del padre Laínez y la Inmaculada presidiendo la sesión, copia esta de la Inmaculada de Murillo para Santa María la Blanca (Louvre). En los lunetos, cuatro retratos de otros tantos sabios jesuitas (los padres Gregorio de Valencia, Gabriel Vázquez, Francisco Suárez y Luis de Molina), alternan con los Padres de la Iglesia Latina (copia fiel de Murillo el San Agustín), para terminar con un aula colegial a la que asiste un nutrido grupo de jesuitas presididos por una matrona entronizada, alegoría de la Ciencia, y san Ignacio de Loyola.